# 李家佳
李晨菲（1984年12月31日—），臺灣女藝人，藝名蘿莉塔，出生於台北市，輔仁大學西班牙語文學系學士、碩士。2009年從《大學生了沒》出道，為《瘋神無雙》客席班底。因反應快速加上常脫口髒字，被吳宗憲戲稱「幹譙龍」，也曾被稱作「女版趙哥」。

## 外部連結
- 蘿莉塔的Facebook專頁
- 蘿莉塔的Instagram帳戶
- Lolita蘿莉塔的新浪微博